# Onthophagus incensus
Onthophagus incensus är en skalbaggsart som beskrevs av Thomas Say 1835. Onthophagus incensus ingår i släktet Onthophagus och familjen bladhorningar. Inga underarter finns listade i Catalogue of Life.